# حسونه نواوی
حَسّونه بن عبدالله نَواوی (۱۸۴۰–۱۹۲۵) فقیه حنفی مصری بود. در نوای، اسیوط زاده شد و در الازهر دانش آموخت. تدریس علوم شرعی در مدرسهٔ حقوق مصر را برعهده گرفت. مناصب قضایی چندی گرفت، سپس در سال‌های ۱۳۱۳–۱۳۱۷ق و ۱۳۲۴–۱۳۲۷ق، مفتی اعظم مصر و شیخ الازهر بود. سلم المسترشدین فی أحکام الفقه و الدین اثر برجستهٔ اوست. کتابخانهٔ شخصی او به کتابخانهٔ الازهر واگذار شد.